# Juhu-hu
Juhu-hu (eng. Ratatouille) je računalno-animirani film američkog animacijskog studija Pixar iz 2007. godine. Osvojio je velik broj nagrada, između ostalog Oscara i Zlatni globus u kategoriji najboljeg animiranog filma.

## Radnja
Remy je štakor koji je stravstveno opsjednut kuhanjem. Nakon što je u zbrci odvojen od oca i brata ga sudbina donosi u Pariz, točnije u restoran njegovog kulinarskog uzora Gustoa koji je sada u rukama podmuklog Sitnog. Kada se te večeri zaposli mladi Linguini u restoranu kao mali od kuhinje, a Remy potajno doradi juhu koja se svidi poznatoj kritičarki, svi okrive Linguinija i on postane kuhar. Tako Linguini- koji je kao jedini vidio kako Remy kuha- uzima Remya doma te ga on pomoću kose ispod kuharske kape usmjerava. Tako se polako mlada Collete, jedina žena u kuhinji zaljubljuje u Linguinija.
Sitnome cijela priča postane sumnjiva, a najgore je to što ima Gustovu oporuku u kojoj se saznaje da je Linguini njegov sin i da mu je sve ostavio. Sitni sumnja u to da u stvari jedan štakor vodi konce, ali ga svi proglase ludim i izbace iz restorana. Kada se najavi kritičar Ego, Linguini- kojemu je slava pomalo naudila- ostaje u panici. Pomirivši se ponono s Remyem ovaj skuha francusko seljačko jelo Ratatouille koje oduševi Egoa. Kako su jelo skuhali štakori, inspekcija zatvara restoran, a Linguini otvara restoran "La Juhu-hu" u kojem radi i Collete.

## Glasove posudili
| Uloga                       | Engleska verzija  | Hrvatska verzija |
| --------------------------- | ----------------- | ---------------- |
| Remi                        | Patton Oswalt     | Marko Makovičić  |
| Alfredo Linguini            | Lou Romano        | Sven Šestak      |
| Skinner/ Sitni              | Ian Holm          | Branko Meničanin |
| Emil                        | Peter Sohn        | Janko Rakoš      |
| Django                      | Brian Dennehy     | Filip Šovagović  |
| Colette/ Kolet Tatu         | Janeane Garofalo  | Nataša Janjić    |
| Anton Ego                   | Peter O'Toole     | Boris Miholjević |
| Auguste Gusteau             | Brad Garrett      | Zvonimir Zoričić |
| Horst                       | Will Arnett       | Robert Ugrina    |
| Lalo                        | Julius Callahan   | Ozren Grabarić   |
| Francois                    | Julius Callahan   | Dražen Bratulić  |
| Larousse                    | James Remar       | Bojan Navojec    |
| Mustafa                     | John Ratzenberger | Ljubomir Kerekeš |
| Talon Labarthe              | Teddy Newton      | Dražen Bratulić  |
| Pompidou                    | Tony Fucile       | Maro Martinović  |
| Git                         | Jake Steinfeld    | Bojan Navojec    |
| Ambrister Minion/ Ambrozije | Brad Bird         | Ozren Grabarić   |

## Vanjske poveznice
- Službena stranica
- Juhu-hu u internetskoj bazi filmova IMDb-a
- Juhu-hu na Rotten Tomatoes
- Juhu-hu na Box Office Mojo